# Medicine Show
Medicine Show — второй студийный альбом американской рок-группы The Dream Syndicate. Он был выпущен в 1984 году. The Dream Syndicate покинули Slash Records, небольшой лейбл, выпустивший первый альбом группы The Days of Wine and Roses (1982), и подписали контракт с лейблом A&M Records. Продюсером Medicine Show стал Сэнди Перлман; ранее Перлман работал с Blue Öyster Cult и The Clash.

## Отзывы
| Оценки критиков               | Оценки критиков |
| Источник                      | Оценка          |
| ----------------------------- | --------------- |
| AllMusic                      | [ 1 ]           |
| Mojo                          | [ 2 ]           |
| Spin Alternative Record Guide | 5/10            |
| Uncut                         | [ 4 ]           |
| The Village Voice             | B−              |

Альбом получил положительные отзывы музыкальной критики и интернет-изданий.
В своей рецензии на AllMusic Марк Деминг пишет, что «… их второй альбом Medicine Show практически ничем не напоминал альбом, который заставил трепетать языки двумя годами ранее. Если The Days of Wine and Roses представлял собой сырой, но страстный сплав Боба Дилана эпохи „Шоссе 61“ и Velvet Underground в их самом первозданном виде, то Medicine Show звучал масштабно и полированно, но при этом пыльно и обветренно. Терпкие, задирающие нос тексты дебюта сменились мрачными, сложными историями, полными невезения и дурной крови, подкрепленными грохочущими ударными и ревущими гитарами, которые были значительно более роковыми, чем те, что Стив Уинн и Карл Прекода привносили в свои предыдущие записи. Medicine Show — не такой большой провал, как утверждали его первые недоброжелатели, но и не триумф, каким его представляют себе некоторые фанаты-ревизионисты; здесь есть несколько отличных песен (особенно „Merrittville“ и „Armed with an Empty Gun“), а 8:48 „John Coltrane Stereo Blues“ — такая же мощная гитарная тренировка, как и все, что когда-либо выпускала эта группа. Но в большинстве случаев Уинн и его товарищи по группе тянутся к чему-то, что они не могут постичь, а клавишные Тома Звончека, при всей их драматичности, так и не находят своего места в музыке».

## Список композиций
1. «Still Holding on to You» — 3:39
2. «Daddy’s Girl» — 3:02
3. «Burn» — 5:34
4. «Armed with an Empty Gun» — 3:56
5. «Bullet with My Name on It» (Karl Precoda) — 6:20
6. «The Medicine Show» — 6:29
7. «John Coltrane Stereo Blues» — 8:48
8. «Merrittville» — 7:20

## Чарты
| Чарт (1984)         | Высшая позиция |
| ------------------- | -------------- |
| США (Billboard 200) | 171            |